# بيت ست (فلم)
بيت ست فيلم رعب، وغموض مصري لعام 2019 من إخراج أحمد عادل عقل، وسيناريو شادي المسلمي، عن رواية أيمن العايدي الروائي والسيناريست التي تحمل نفس العنوان. الفيلم من بطولة مارجو حداد، وطارق عبيد، ورانيا الخطيب، ونيجار محمد، وسلمى الديب، ومصطفى عبد السلام.
الفيلم يروي أسطورة إعادة جثمان الملك (ست نخت) إله الشر عند قدماء المصريين للحياة، وإعادته للحكم من أجل السيطرة على البشرية، وذلك محور اهتمام جماعات الشر منذ ألاف السنين وحتى الآن.
صدر الفيلم إلى دور العرض في 11 ديسمبر 2019، كما صدر رقمياً على منصة نتفليكس.

## طاقم التمثيل
مارجو حداد: في دور سلمى
طارق عبيد: في دور ياسر
رانيا الخطيب: في دور داليا (الصحفية وصديقة سلمى)
نيجار محمد: في دور حبيبة
مصطفى عبد السلام: في دور عاطف
سلمى الديب: في دور سحر (زوجة عاطف)
مروان مسلم: في دور مراد (رئيس المباحث)
شريف مبروك: في دور الشيخ صبيح
عبير الطوخي: في دور فخرية (نزيلة مستشفى الأمراض العقلية)
إيلاف محمد: في دور ابنة سلمى ومراد
لبنى ونس: في دور أم داليا
بالاشتراك مع: مصطفى الدمرداش – ممدوح سالم.

## أحداث الفيلم
تذهب سلمى (مارجو حداد) إلى المقابر ليلاً، تبحث عن منزل شاب خيال، لتسترد كاميرا فيديو كان الخيال استولى عليها بعد حريق وانهيار بيت بجوار منطقة عمله في تأجير حصانة للسواح. تصاب سلمي بالرعب من المكان وتحصل على الكاميرا، وأثناء خروجها من منطقة المقابر تجد الخيال وهو يحفر في الأرض، وبجواره جثة حصان. تقوم سلمى بتشغيل الكاميرا لتجد مقطع مسجل للشاب عاطف (مصطفى عبد السلام) وهو يرسل رسالته المصورة إلى شخص يدعى ياسر (طارق عبيد) يبلغه فيها انه في خطر، وأن الأمور خرجت عن السيطرة، ويتوقع أن تصل الرسالة إلى ياسر وقت ان يكون مرسلها عاطف ميتاً، ويطلب أيضا ان يجد ياسر مذكرات كتبها عاطف في بيته القديم. تذهب سلمى إلى بيت عاطف صاحب الرسالة المذكور في مقطع الفيديو وتستولى على المذكرات.
تعود الأحداث قبل يومين عندما تتلقى سلمى مكالمة من صديقتها الصحفية داليا (رانيا الخطيب) التي تطلب منها الذهاب بصحبتها لإجراء تحقيق مصور عن إنهيار عقار، وهناك تكتشف سلمى ان ضابط المباحث المسئول، هو زوجها السابق مراد (مروان مسلم). يصرح بعض الأهالي ان سبب انهيار العقار هو البحث عن «المساخيط». يطلب رئيس تحرير الصحفية داليا من سلمى أن تشترك في التحقيق عن انهيار العقار. تتابع سلمى ما تم تصويره في مكان الحادث، وتكتشف شاب يقفز من العقار بعد سرقة كاميرا، وفي مكان الحادث تعرف انه الخيال، وتعود الأحداث إلى وقت استردادها الكاميرا، ويصرح الخيال انه أصيب بسوء طالع بعد سرقة هذه الكاميرا.
تعود الأحداث مع عاطف وهو يسعد بحمل زوجته سحر (سلمى الديب)، ويطلب من صديقه وشريكه، في بازار لبيع الآثار القديمة، المال. يعمل عاطف أيضا بمهنة (كاحول) وهو الشخص الذي يستولى على العقارات التي حولها خلاف وبيعها بسعر زهيد لمن يستطيع التعامل في هذا المجال، وهو رجل ثري ذو صلة يطلب منه، بعد الاستيلاء على عقار كبير، ان يقيم فيه هو وزوجته كي لا يقربه أحداً. تسعد الزوجة الحامل بهذا البيت، ويذهب لإحضار شقيقة زوجته الشابة الجميلة حبيبة (نيجار محمد)، للعناية بشقيقتها أثناء فترة الحمل.
تحدث علاقة بين عاطف وحبيبة، وتحدث مفاجأة وتكتشف حبيبة شقيقتها منتحرة في حمام البيت الجديد. يتزوج عاطف من حبيبة.
تستمر أبحاث سلمى وتتبع مالكة العقار المنهار، التي باعته قبل انهياره، وأصيبت بلوثة، وتم احتجازها بمستشفى الأمراض العقلية

## الإنتاج
كشف «مروان مسلم» الممثل الذي أسند إليه المخرج «أحمد عادل عقل» عن سبب تسمية الفيلم «ست بيت»، بأن ست هو إله الشر عند الفراعنة، في قصة إيزيس وأوزوريس، وأن الفيلم يحكى أن البيت المقام فوق مقبرة الإله ست، ومن يحاول الحفر أو الاقتراب منه تصيبه لعنة الفراعنة.
الفيلم استخدم تقنية عالية، وأعتمد على البطولة الجماعية.
أشارت صحيفة القبس الكويتية في 18 أغسطس 2017، إلى عمل الفنانة الأردنية مارغو حداد في تصوير أولى تجاربها السينمائية في مصر من خلال فيلم «بيت ست»، والمأخوذ عن القصة الأسطورية إيزيس وأوزوريس، والعمل ينتمي لأفلام الرعب والغموض، ويشارك في بطولة الفيلم بجانب حداد، مصطفى عبد السلام وطارق عبيد ورانيا الخطيب، وعدد آخر كبير من الفنانين الشباب، كما أعلنت صحيفة المال اليومية المصرية في 8 أبريل 2018، أن أحمد عادل انتهي من تصوير فيلم «بيت ست» بالكامل، ويدخل مراحل المونتاج والمكساج حتى يكون جاهزا للعرض، وصرح المنتج محمد عبد الرحمن بأن قصة الفيلم تدور في إطار من الإثارة والتشويق حول مجموعة من الأحداث الغريبة، التي تحدث داخل منزل قديم بأحد أحياء القاهرة، وتصيب سكانه بلعنة.
أعلنت صحيفة اليوم السابع في 28 سبتمبر 2018، وأثناء جلسة توقيع الكاتب أيمن العايدي على كتابه «بيت ست» في معرض الكتاب، قرب صدور فيلم «بيت ست» آخر أعمال أيمن العايدي.

## صدور الفيلم واستقباله
صدر الفيلم في دور العرض المصرية في 11 ديسمبر 2019، ثم في الكويت، كما صدر رقمياً على منصة نيتفليكس مع ترجمة إلى الإنجليزية.
حقق الفيلم في أول أيام عرضه، إيراد مقداره 22 ألفًا و455 جنيهًا، وحقق بعد أسبوعين من عرضه إيرادات قدرها 371 ألف 593 جنيه متنافساً مع عدد من الأفلام، هي «الكنز 2»، «الفيل الأزرق 2»، «ولاد رزق 2»، «خيال مآتة»، «استدعاء ولي عمرو»، «إنت حبيبي وبس»، «لما بنتولد».
شارك الفيلم في مهرجان شرم الشيخ الذي أقيم من 2 مارس واستمر حتى 8 مارس 2019، متنافساً مع مجموعة أفلام منها فيلم "1957"، وفيلم «الأنسة بايك» من كوريا الجنوبية، و«الضلع» من الصين، و«المسدس» من اليابان، و«الموت غداً» من تايلاند، و«بايجال» من روسيا، و«رونا أم عظيم» من أفغانستان.
قال المنتج محمد عبد الرحمن: «أنا سعيد بتجربة بيت ست... الوجوه الجديدة تعرضت للظلم».
كتبت صحيفة الشروق: «راهن مجموعة من الشباب لتقديم أنفسهم للجمهور لأول مرة، ويراهن فريق العمل على فيلمهم بانه سيغير مفاهيم الرعب على شاشة السينما المصرية بعمل متوسط التكلفة».
كتب طاهر علوان الكاتب العراقي على صحيفة العرب: «الفيلم حاول جاهداً وسط سيناريو مفكك، وحوارات أقرب إلى الكلام العابر، وبلا دلالة على تقديم دراما متماسكة... أعطى الفيلم مساحة واسعة زمنياً، وفي عمل المونتاج والغرافيك للخيالات والهلوسات والأحلام والكوابيس، وكان القطع والإيقاع المتسارع هو الذي ساد الفيلم بما شتت الخط الرئيسي للدراما، وبعثر خطوط السرد بطريقة غريبة».

## روابط خارجية
- بيت ست على موقع نتفليكس (الإنجليزية)
- بيت ست على موقع قاعدة بيانات الأفلام العربية